# Tito & Tarantula
Tito & Tarantula è un gruppo musicale messico-statunitense formatosi in California.

## Origini
Formatosi nel 1992, nell'underground rock di Los Angeles, su iniziativa del cantante e chitarrista Tito Larriva, il gruppo cominciò ad esibirsi con assiduità in numerosi locali della città e a farsi conoscere dal pubblico, con una formazione stabile composta da Tito Larriva (voce  e chitarra), Atanasoff (chitarra solista), Jennifer Condos (basso), Lyn Bertles (violino, mandolino, flauto e armonica) e  Nick Vincent (batteria e percussioni).

## La partecipazione ai filmDesperadoeDal tramonto all'alba
Nel 1995 realizzarono tre canzoni (Back to the House That Love Built, Strange Face of Love e White Train) per il film Desperado, interpretato da Antonio Banderas e diretto da Robert Rodriguez, in cui comparirà anche Tito Larriva (nei panni di un gangster messicano che nel film spara in testa a Quentin Tarantino).
Il gruppo viene richiamato da Rodriguez l'anno successivo (1996) per scrivere altre tre canzoni per il suo nuovo film, Dal tramonto all'alba, con George Clooney e Harvey Keitel. Nel film la band (composta da Larriva, Atanasoff e Johnny "Vatos" Hernandez) interpreta praticamente sé stessa, nella parte del gruppo musicale che suona al Titty Twister. Le canzoni che poi finiranno nella colonna sonora sono due: "After Dark"  e  "Angry Cockroaches". Questa partecipazione li rende internazionalmente celebri, dal momento che il film diventerà un vero cult-movie.

## Fama e successo

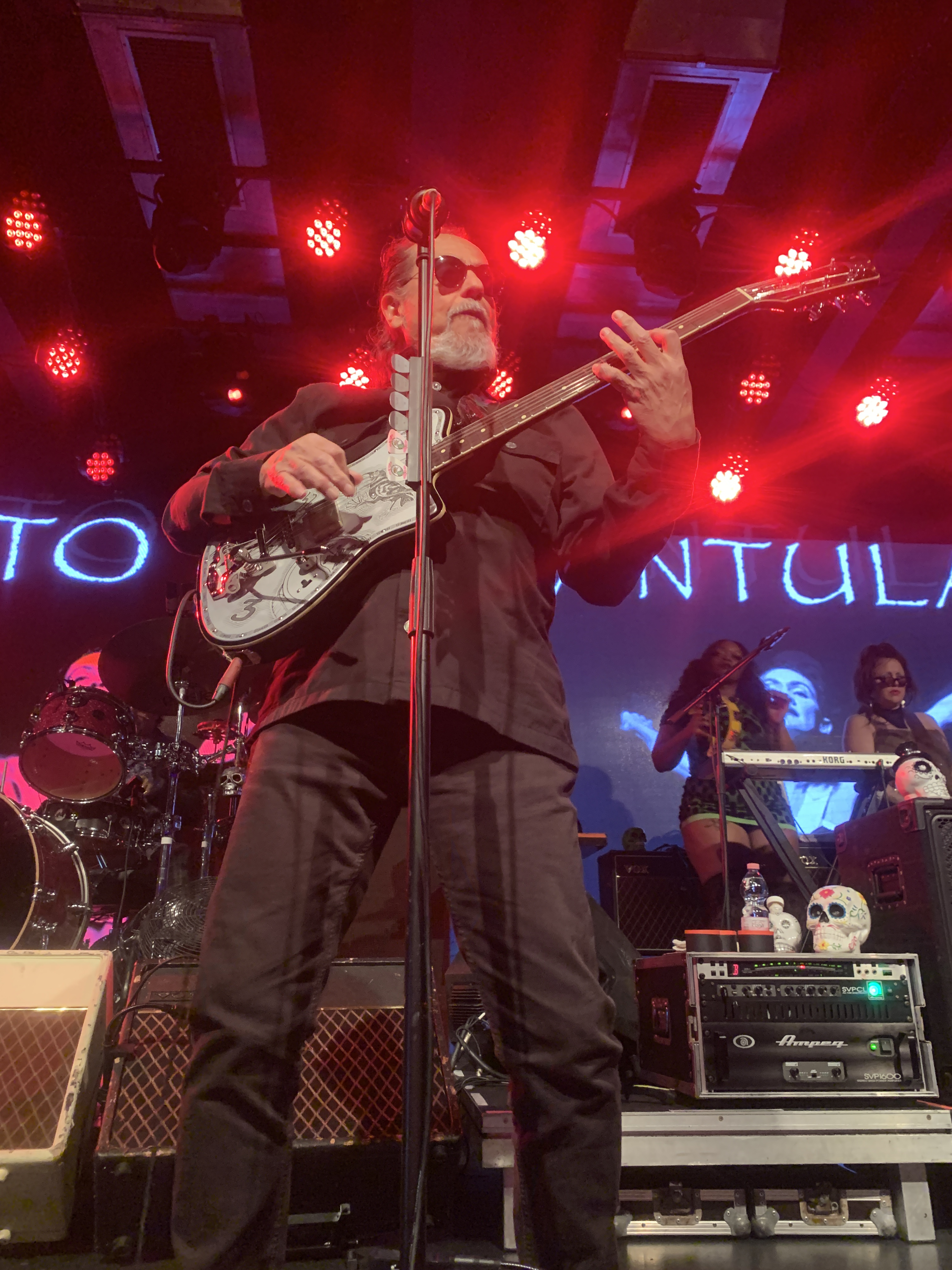
Tito Larriva in concerto a Lubiana nel 2025 durante il !Brincamos! tour.

Dopo anni di gavetta nell'underground il gruppo fu reso celebre dal film Dal tramonto all'alba, in cui esprimono tutto il loro particolare stile di rock. Il gruppo, nonostante la consacrazione internazionale, è tuttora di nicchia, e noto soprattutto tra i cultori dei film di Tarantino e Rodriguez, e tra gli appassionati di quello specifico genere di rock. Suonano molto spesso in Europa, dove hanno una più vasta schiera di estimatori.
La loro canzone più famosa è sicuramente "After Dark" che viene scelta come colonna sonora di Dal tramonto all'alba, nella celebre la scena in cui Salma Hayek, nel ruolo della misteriosa Santanico Pandemonium, compie un ballo molto sensuale con un serpente seducendo Quentin Tarantino.

## Genere
Le influenze del gruppo si muovono dal folk messicano, al rock più crudo americano fino al blues del sud degli Stati Uniti. In alcune canzoni si riscontrano venature molto dure, quasi metal, per quanto riguarda la chitarra. L'inconfondibile voce di Larriva invece è sempre dolce, intensa e profonda, sorretta spesso da un efficace gioco di cori.

## Discografia
- 1997 - Tarantism (Cockroach Records)
- 1999 - Hungry Sally & Other Killer Lullabies (Cockroach Records)
- 2000 - Little Bitch (Cockroach Records)
- 2002 - Andalucia (BMG Records)
- 2008 - Back into the Darkness (Jupiter X Records)
- 2015 - Lost Tarantism (It sounds Records)
- 2019 - 8 Arms to Hold You (It sounds Records)
- 2025 - !Brincamos! (It sounds Records)